# 马昌大桥
马昌大桥（韓語：마창대교）是韩国的一座公路斜拉桥，位于庆尚南道昌原市，跨越马山湾，连接马山合浦区的架浦洞与城山区熊南洞，是国道2号新安釜山线上的一座跨海大桥，桥名由“马山”和“昌原”两个地名的首字组成。
大桥于2004年4月开始由私营企业“马昌大桥株式会社”兴建，2008年6月24日举行了落成典礼，并于7月1日正式开通。总长1,700（5,600英尺），桥宽20（66英尺），双向四车道。主桥为双塔斜拉桥，全长740（2,430英尺），其中主跨长400（1,300英尺），两侧引桥分别长410（1,350英尺）和550（1,800英尺）。大桥采用抗震设计，并可抵御78米/秒的强风，两座桥塔高达164（538英尺），海面以上净空高度达68（223英尺），曾经是世界上桥面高度第一的跨海大桥。
大桥建设共耗资3,200亿韩圆（约合2.3亿美元），其中，韩国政府出资29%，其余71%的资金由两大财团提供：布依格公共建设和现代建设占51%，麦格理银行、教保生命保险和韩华生命保险占49%；两大财团获得30年的大桥收费经营权。大桥开通后免费通行15天，于2008年7月15日开始正式收费。